# Mercador Feliz
O Mercador Feliz  (ou em inglês, Happy Merchant) é um nome comumente dado a  imagem que retrata uma caricatura antijudaica de um judeu homem. O "Happy Merchant" é comum em sites como 4chan, X ou Reddit, onde é frequentemente usado em um contexto de ódio, depreciativo ou simplesmente satírico.

## História
Por mais que a imagética retome a tempos anteriores, principalmente a sátiras da idade média europeia, a imagem do "Mercador Feliz" foi criada pelo cartunista alemão Philipp Rupprecht durante o terceiro Reich, e sua aparição mais antiga remonta a uma coleção de quadrinhos publicados por Rupprecht, no aniversário de Adolf Hitler em 1940. A imagem estava seguida da legenda "O Reich é ariano". 
Anos mais tarde, em meados de 1980, a imagem de Rupprecht foi, supostamente, copiada, aparecendo num quadrinho assinado por "A. Wyatt Mann", um pseudônimo de Nick Bougas , que brinca com o som feito ao pronunciar o nome e "A White man" ("Um homem branco"). No quadrinho, além do estereótipo racista de um judeu, aparece um estereótipo racista de um de homem negro, com a seguinte legenda: "Let's face it! A world without Jews and Blacks would be like a world without rats and cockroaches" (Em português, "Vamos encarar! Um mundo sem judeus e negros seria como um mundo sem ratos e baratas"). Por mais que a imagem tenha sido popularizada nos Estados Unidos em 1980, a imagem só apareceu Online em 2001, sendo posteriormente disseminada em fóruns como 4chan e no Reddit, entre outras plataformas.    
A representação estereotipada atualmente é usada por grupos de extrema direita que circulam a ideia de que os judeus comandam o mundo secretamente, endossando teorias como "O plano de Sião" e as conspirações da família Rothschild controlar o mundo. Em 2024, com o aumento das tensões entre Israel e Palestina, grupos de esquerda começaram a usar a imagem do "Mercador Feliz" para satirizar o país judeu.    

## Uso nas redes
A imagem, que circula desde do principio dos anos 2000, ganha diversas conotações dependendo do momento que a comunidade judaica e figuras judias famosas passam. Usada como imagem de "reação", representando momentos onde "os bons goyim" são manipulados por outrem, sendo essa pessoa, colocada como uma pessoa malévola e manipuladora, o "Comerciante feliz". O da imagem se sustenta nas teorias da conspiração de que os judeus controlariam aspectos da economia global, das pautas indenitárias, miscigenação racial, as mudanças climáticas, entre outros assuntos, colocando os judeus como seres poderosos e que com esse poder, "brincariam com a política internacional e com a mídia". O primeiro uso dessa imagem foi notado num site neo-nazista e suprematista branco, 
O "Mercador Feliz" ganha variações dependendo de atitudes tomadas por Israel, seus líderes políticos e pessoas famosas e importantes que descendam de judeus, adaptando a imagem para ter características semelhantes a da figura em questão, aprofundando ainda mais o estereótipo.  